# Chapelle Saint-Étienne d'Issensac
Pour les articles homonymes, voir Chapelle Saint-Étienne.
La chapelle Saint-Étienne d'Issensac est une chapelle romane située au lieu-dit Issensac sur le territoire de la commune de Brissac, dans le département français de l'Hérault en région Occitanie.

## Localisation
La chapelle est située à Issensac, 4,5 km au sud de Brissac à proximité du pont de Saint-Étienne d'Issensac ou pont Saint-Estève, un pont du XIVe siècle qui enjambe l'Hérault.

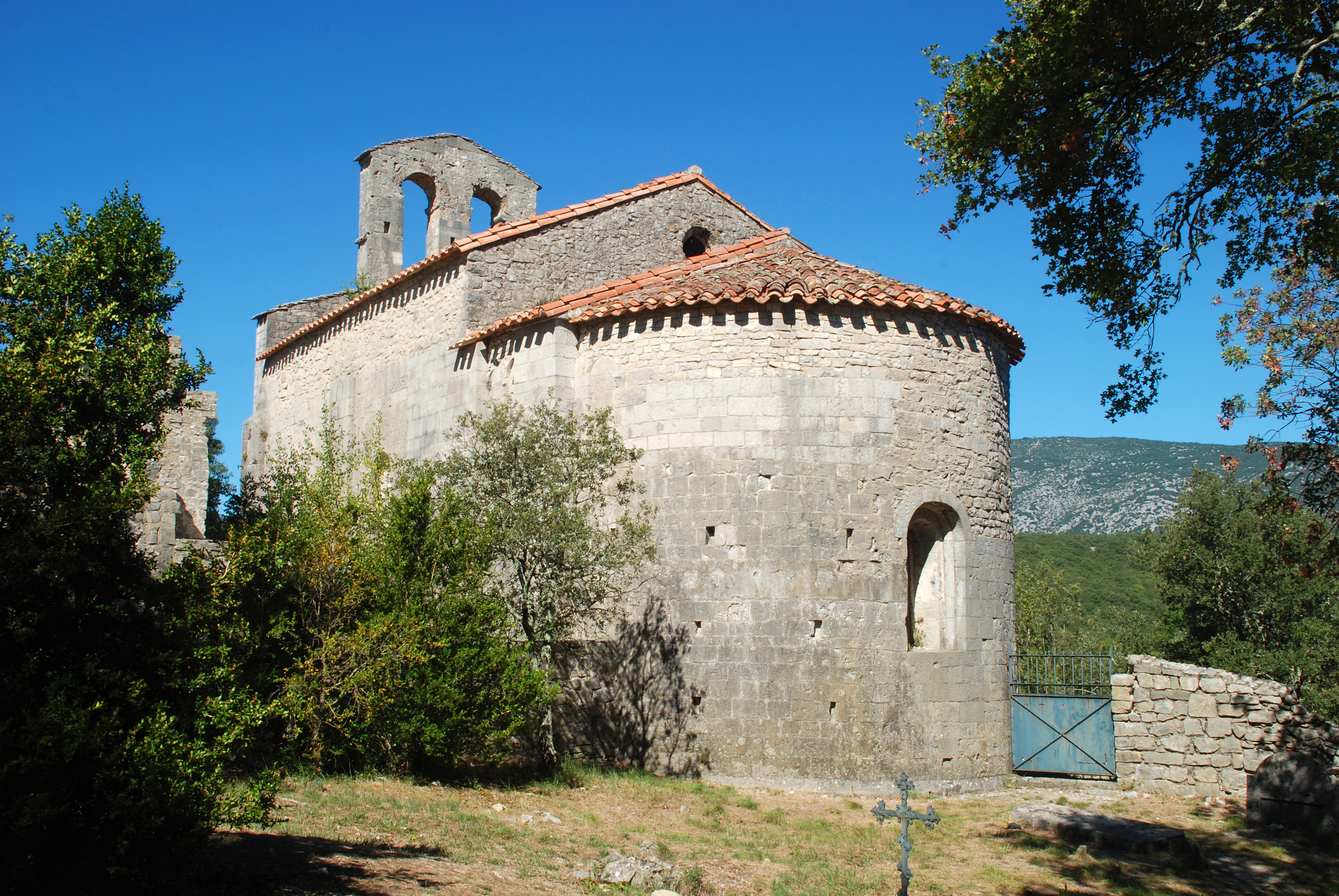
La chapelle vue de l'est.
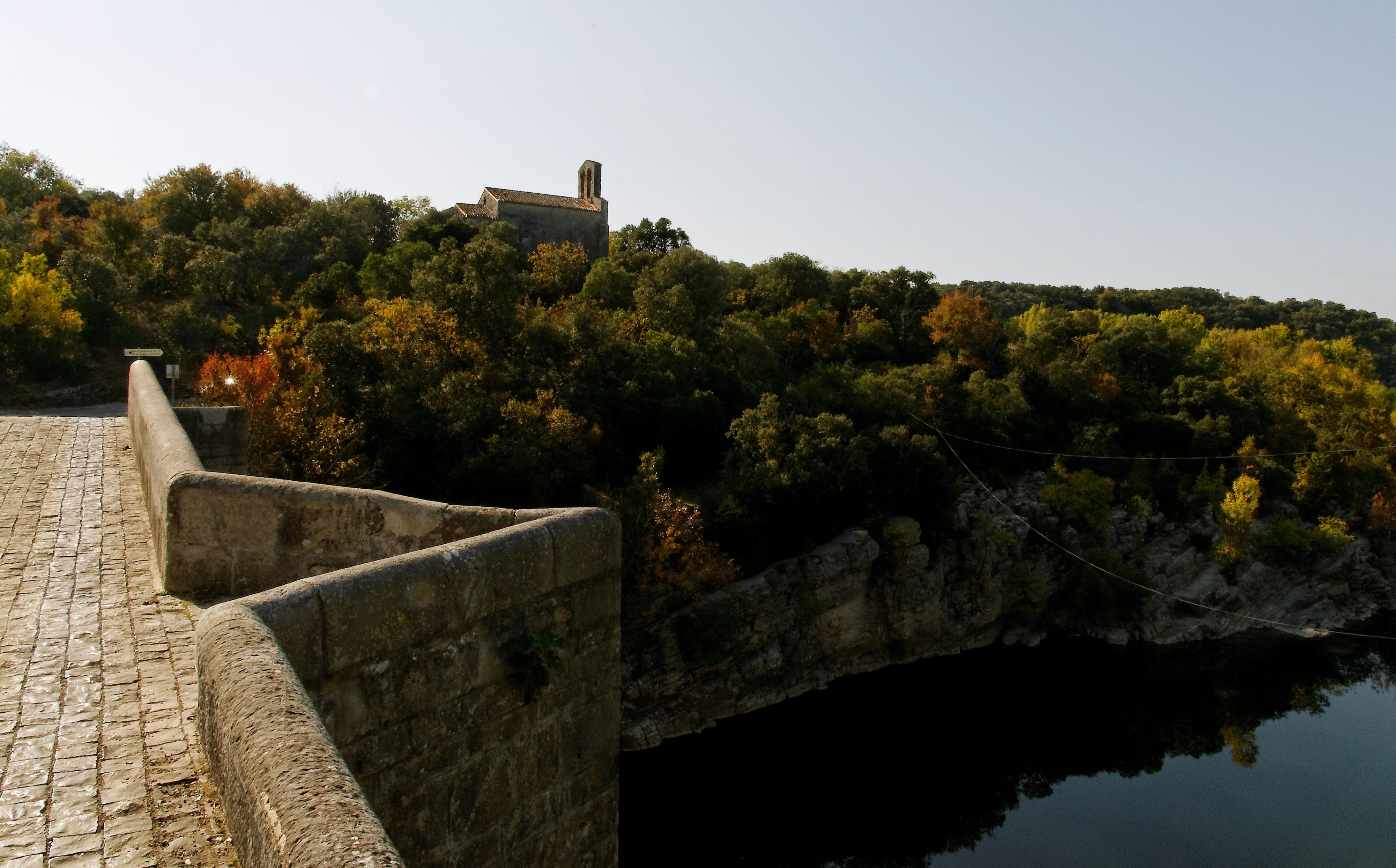
La chapelle vue du pont d'Issensac.

## Historique
La chapelle Saint-Étienne d'Issensac (Sanctus Stephanus de Yssausaco en 1333) fut construite au XIIe siècle, sur l'itinéraire d'un chemin de pèlerinage de Saint-Jacques-de-Compostelle très emprunté.
Il s'agissait initialement de l'église paroissiale d'une bourgade médiévale qui l'entourait et dont on peut encore voir les ruines. Incendiés par les protestants au début du XVIIIe siècle, le bourg et l'église furent abandonnés par les habitants.
Elle fait l'objet d'un classement au titre des monuments historiques depuis le 20 septembre 1945.

## Architecture

### Maçonnerie
La chapelle, recouverte de tuiles rouges, est édifiée en pierre de taille assemblée en grand appareil avec, par endroits, des traces de réfection en moellons.

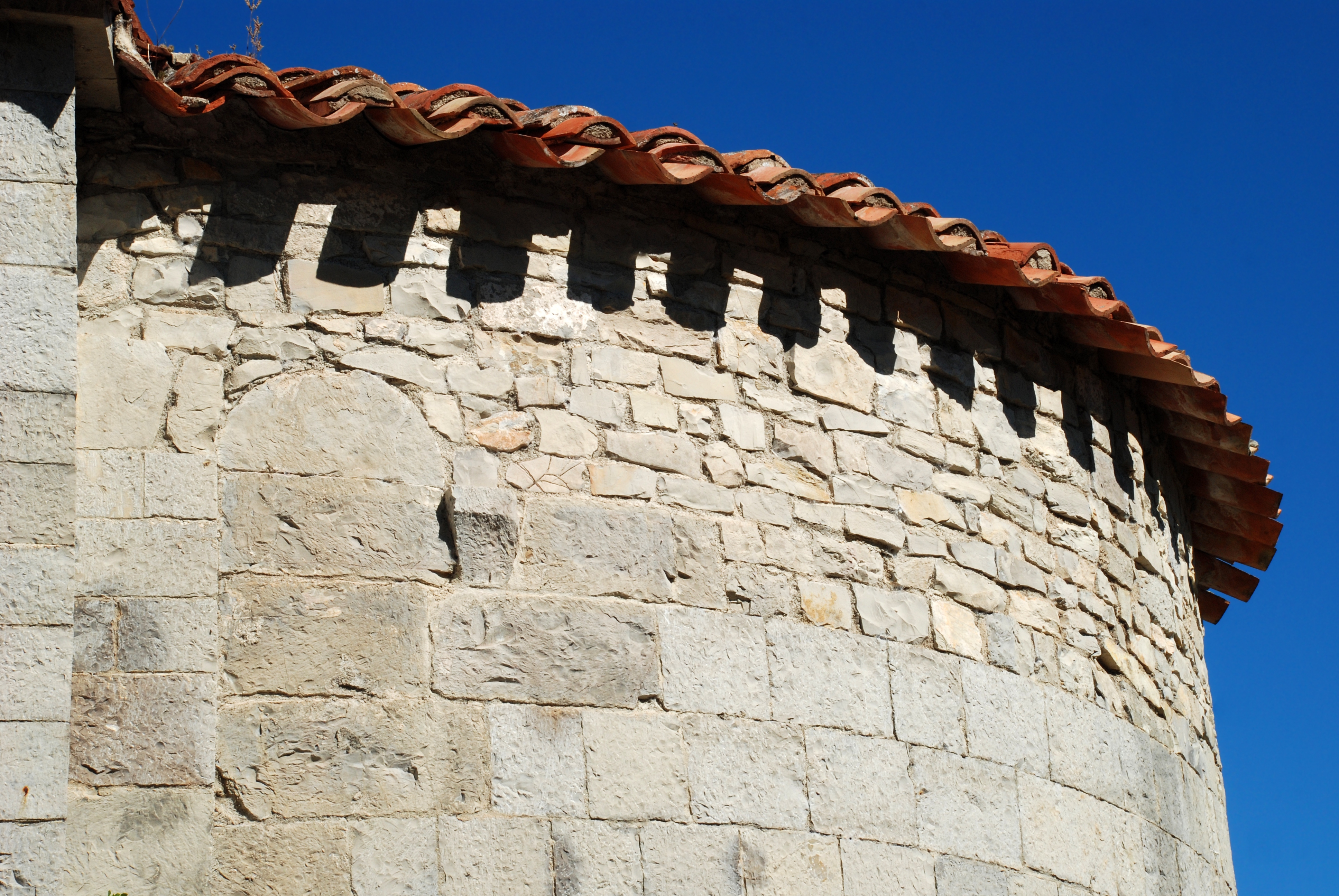
Traces de réfection et vestiges de l'arcature qui ornait l'abside.

### Le chevet
L'édifice possède un chevet roman constitué d'une abside semi-circulaire sans autre ornementation qu'une fenêtre absidiale unique à triple ébrasement et arc torique.
Reposant sur un soubassement fait d'une seule assise de pierre d'une couleur légèrement différente, la maçonnerie de l'abside, percée de quelques trous de boulin (trous destinés à ancrer les échafaudages), est composée de blocs de pierre de taille finement ajustés, avec de larges zones de réfection en moellons dans sa partie supérieure, surtout au nord-est.
Ces zones de réfection étaient initialement décorées d'arcades en plein cintre semblables à celles qui ornent encore la travée de chœur : des traces subsistent encore sur l'abside de la première de ces arcades.

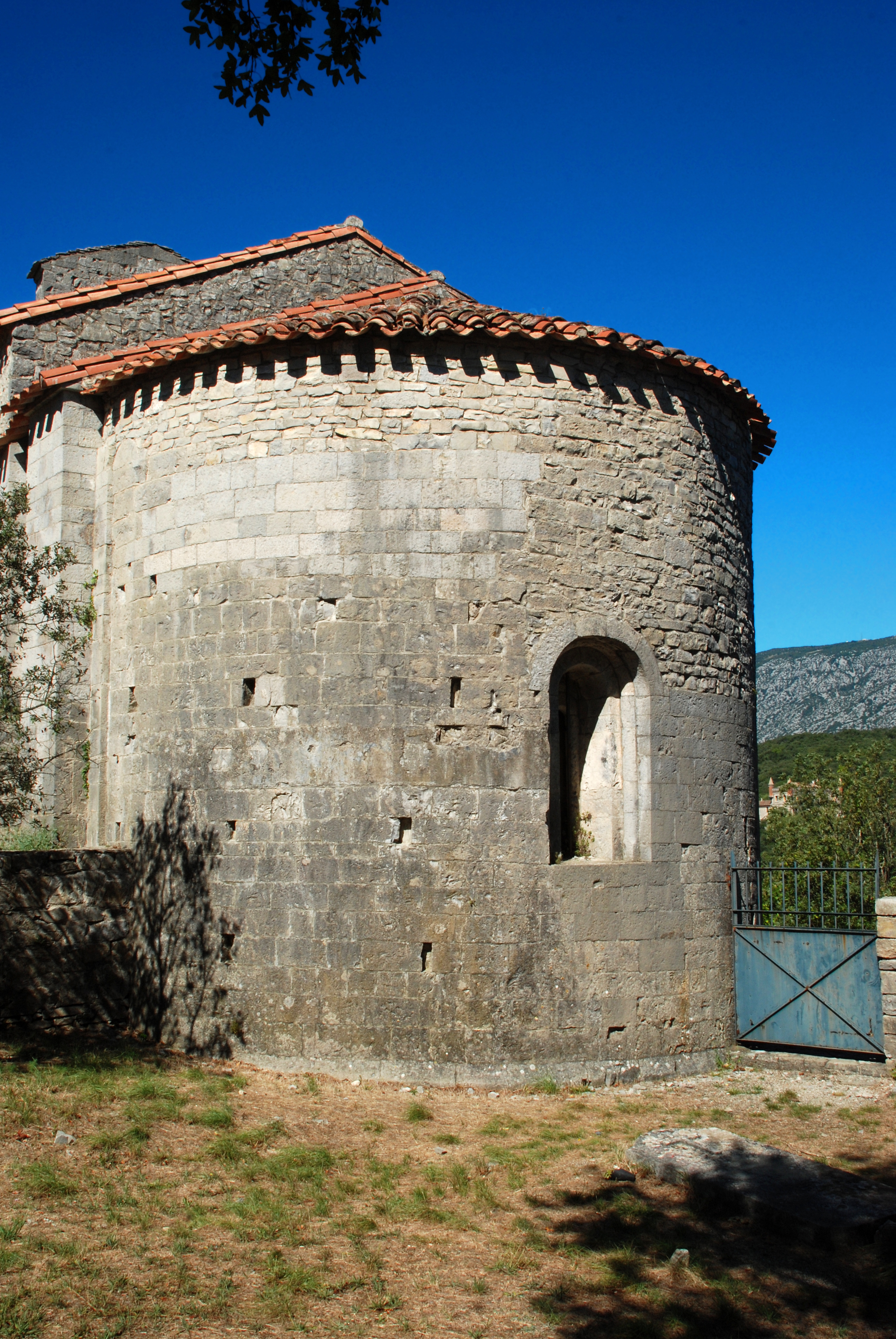
Le chevet .
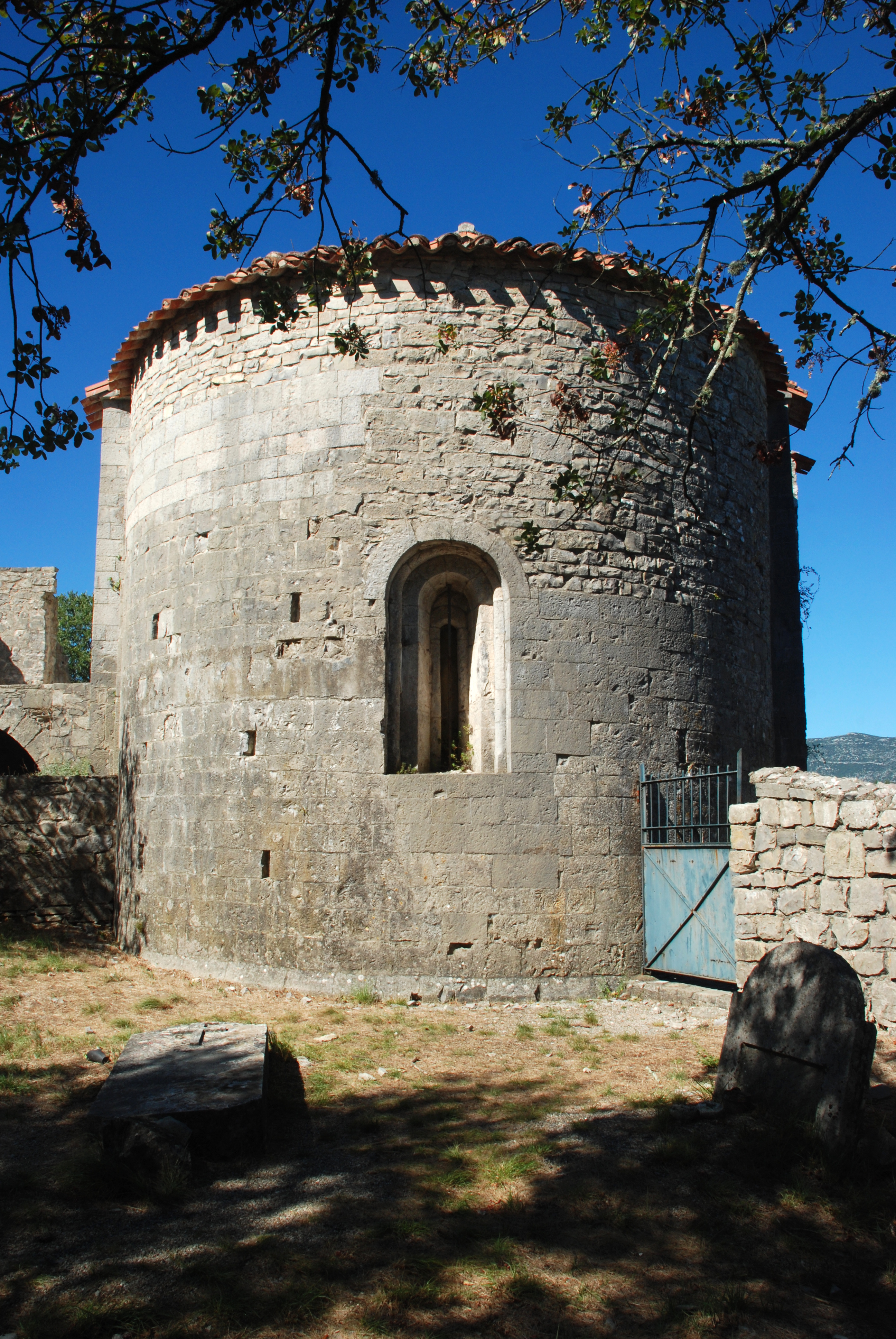
L'abside vue de face .
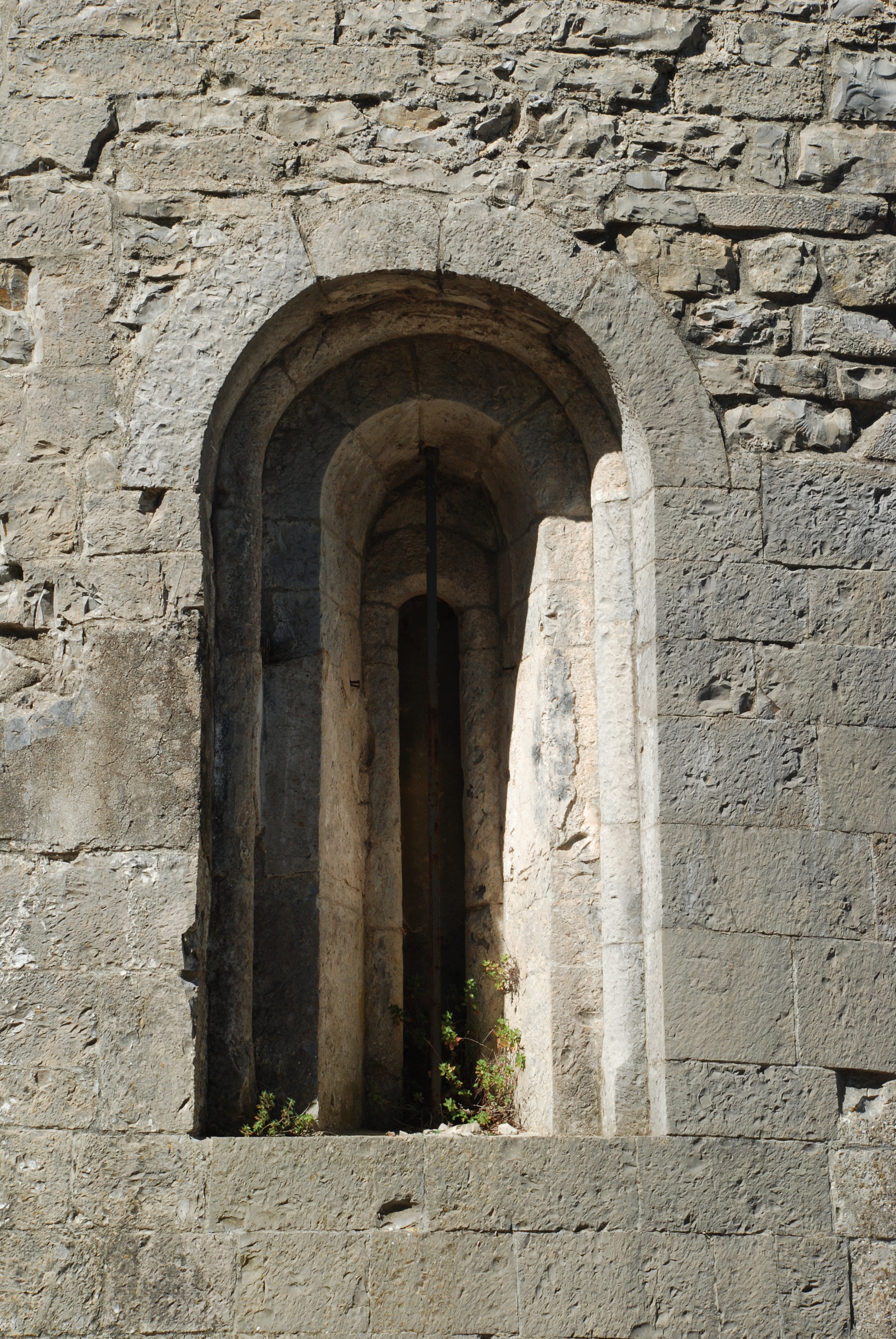
La fenêtre absidiale .

### La travée de chœur

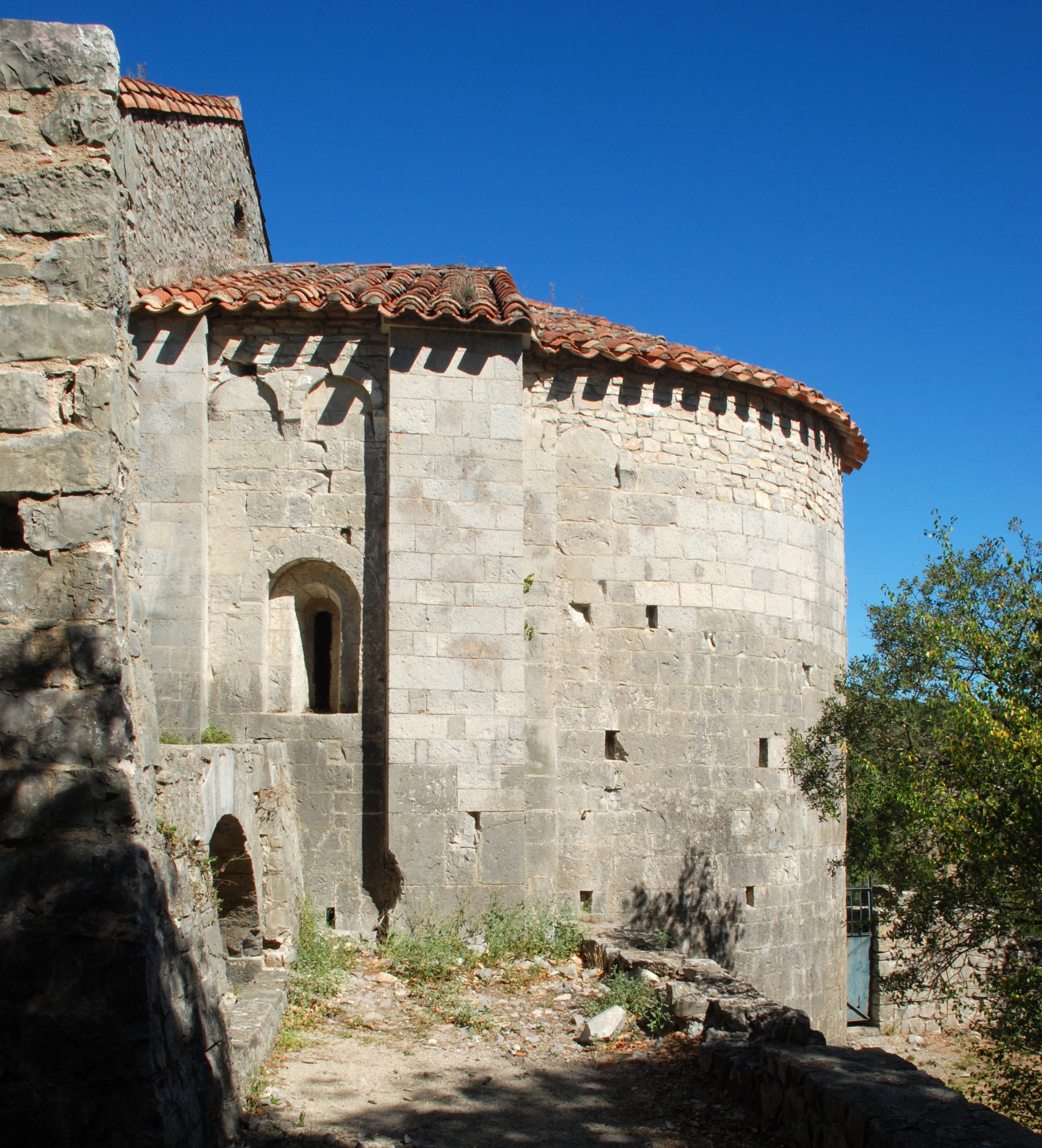
Travée de chœur et abside.

Le chevet est précédé d'une courte travée de chœur.
Cette travée, soutenue par deux puissants contreforts, est percée d'une fenêtre cintrée à double ébrasement, surmontée d'arcades lombardes.
La travée de chœur, légèrement plus haute que l'abside, est adossée au pignon oriental de la nef, percé d'un oculus.

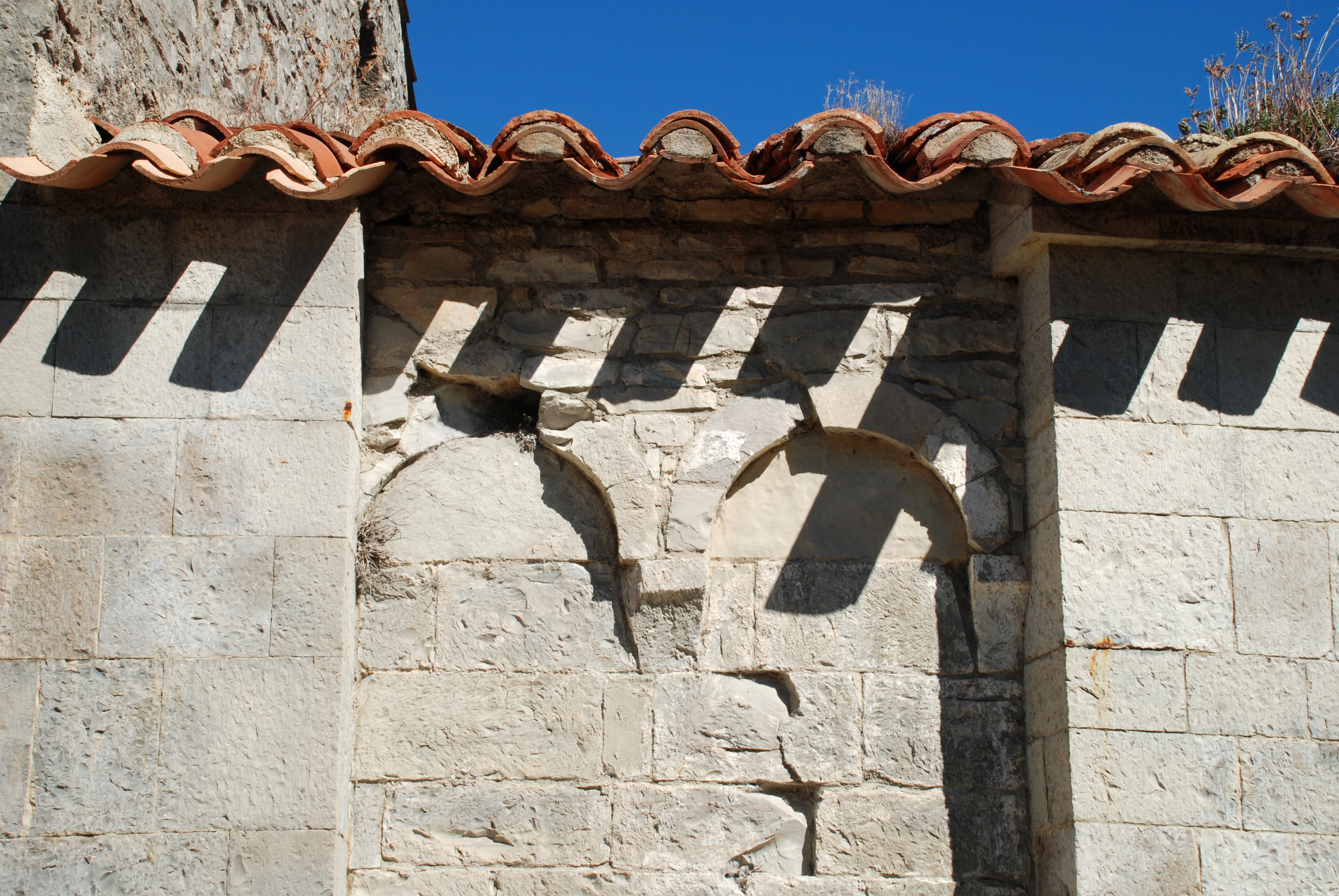
Arcatures de la travée de chœur.

### La façade occidentale
À l'ouest, la chapelle présente une haute façade surmontée d'un clocher-mur à deux baies dont les piédroits sont ornés d'impostes.
Le clocher-mur, légèrement décentré, ainsi que les pans coupés de la façade sont couverts de lauzes et non de tuiles comme le reste de l'édifice.
La façade est percée d'un portail cintré à quadruple voussure dont la deuxième en forme d'arc torique (boudin), dégradé malheureusement.
Au-dessus de ce portail, la façade est percée d'une petite fenêtre à double ébrasement au jour très étroit.

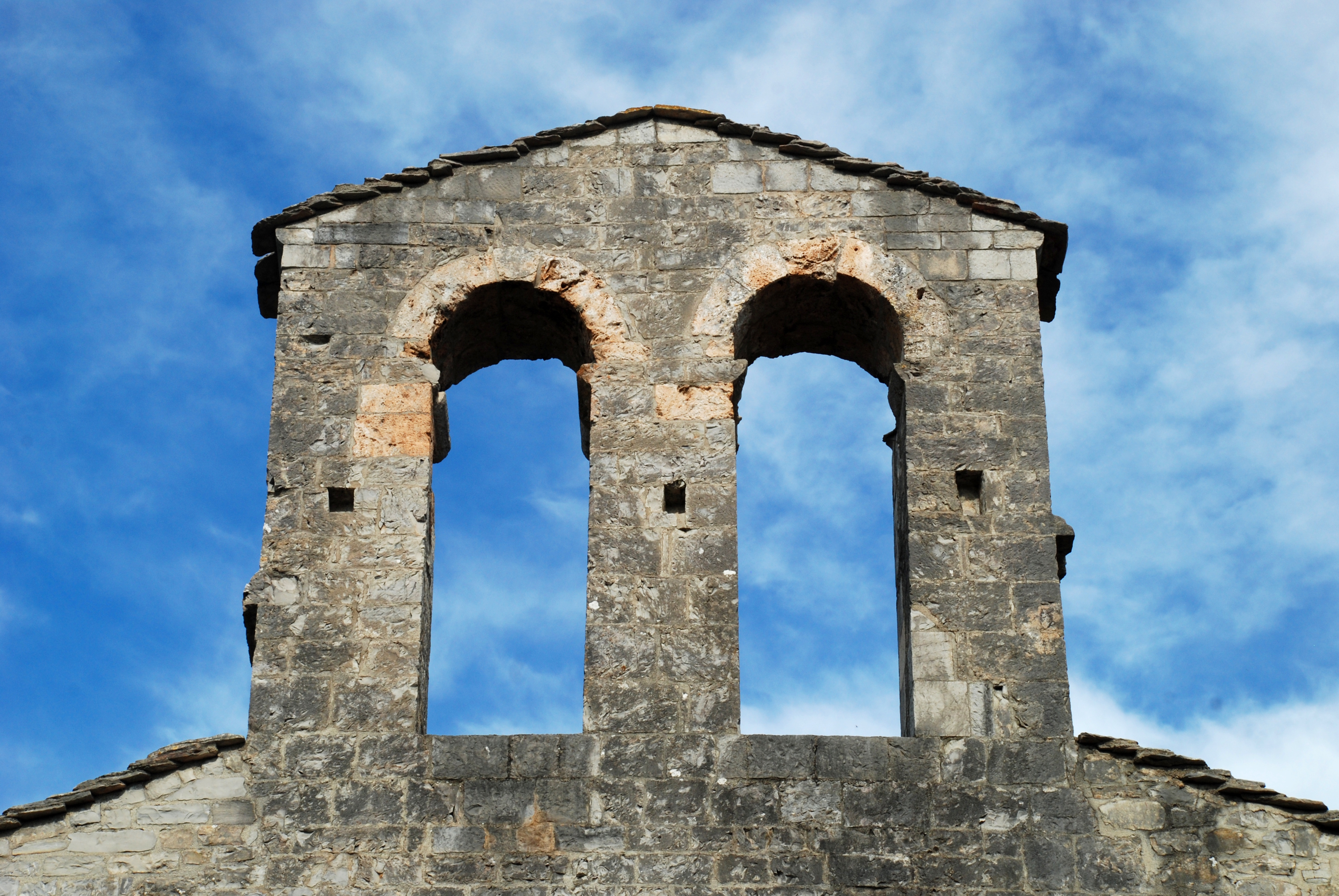
Le clocher-mur .
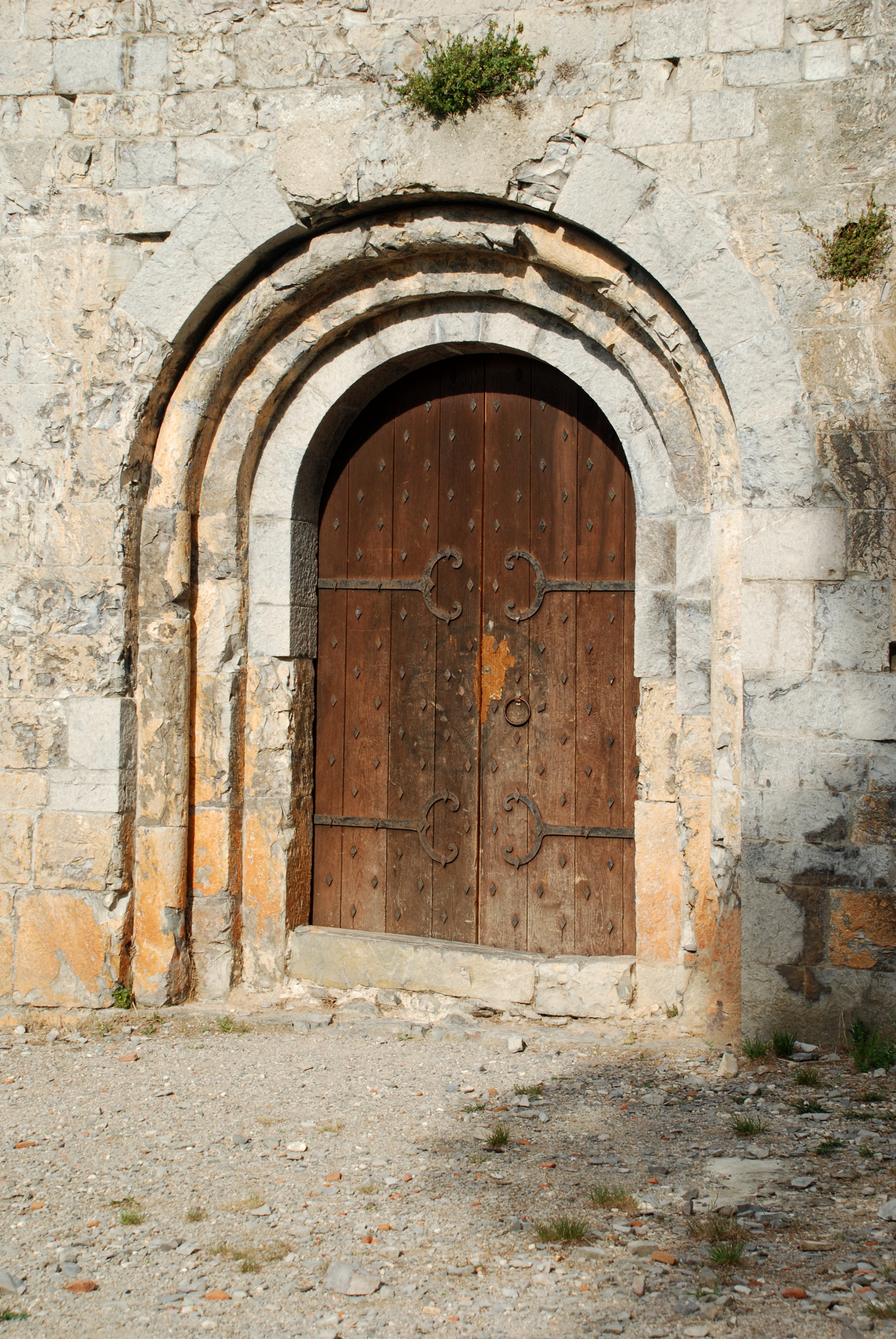
Le portail .
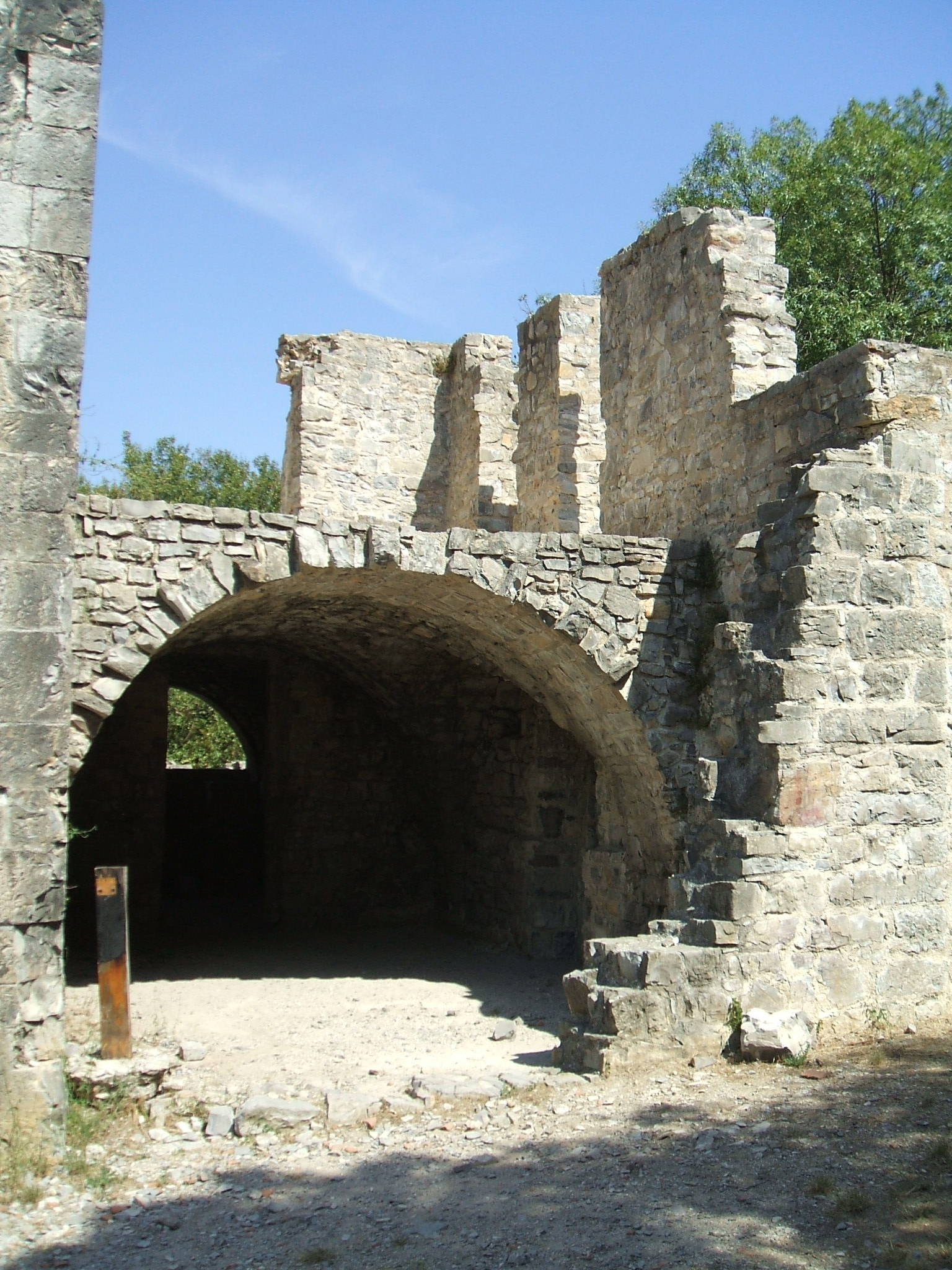
Les ruines de la bourgade médiévale .

### Les ruines de la bourgade médiévale
On peut encore voir aux abords immédiats de la chapelle (surtout au sud) les ruines de la bourgade médiévale qui l'entourait et qui fut incendiée par les protestants au début du XVIIIe siècle et abandonnée par ses habitants.